# Pypeć
Pypeć – stan chorobowy u ptaków, zwłaszcza drobiu przejawiający się przerostem nabłonka błony śluzowej na końcu języka i powstaniem białawego zgrubienia. Powstaje wskutek podrażnienia, wysychania błony śluzowej języka i niedoboru witaminy A. Pypeć utrudnia ptakom pobieranie pokarmu.